# Lionel Galand
Lionel Galand (Aluze, 11 maggio 1920 – Roosendaal, 28 ottobre 2017) è stato un linguista francese, caposcuola degli studi sul libico-berbero dopo la scomparsa di André Basset.

## Biografia
Laureato in Lettere classiche nel 1941 all'École normale supérieure di rue d'Ulm, tra il 1946 e il 1948 è stato membro dell'École française di Roma e dal 1948 professore all'Institut des hautes études marocaines di Rabat. Successivamente ha occupato dal 1956 al 1977 la cattedra di berbero all'Institut national des langues et civilisations orientales, succedendo ad André Basset che la aveva tenuta dal 1941 al 1956. 
È poi passato, a partire dal 1979, all'École pratique des hautes études (IVe section, sciences historiques) come "directeur d'études" (cattedra di libico e berbero). Dal 1999 è membro corrispondente dell'Institut de France (Académie des inscriptions et belles-lettres), e dal 2001 è membro estero dell'Accademia reale dei Paesi Bassi. Nel 2014 è stato uno degli accademici fondatori della classe di studi africani dell’Accademia Ambrosiana di Milano. 
Le sue ricerche spaziano su tutti gli aspetti degli studi sul libico-berbero: dall'edizione del corpus delle iscrizioni libiche in Marocco (1966) alla grammatica comparativa del berbero (2010), dalle cronache degli studi (1979) alle edizioni dei testi tuareg in alfabeto tifinagh come i messaggi scambiati tra il Padre Charles de Foucauld e l'amenukal dell'Ahaggar Musa ag Amastan (1999).
Nel 1944 ha sposato Paulette Galand-Pernet, che si è specializzata in letteratura berbera, divenendo anch'essa un'autorità riconosciuta nella disciplina. Insieme i due hanno vissuto a lungo in Marocco conducendo inchieste linguistiche e approfondendo soprattutto le conoscenze delle parlate chleuh e tamazight.

## Opere principali
- Lionel Galand, Inscriptions antiques du Maroc - Inscriptions libyques, Paris, Editions du C.N.R.S., 1966.
- Lionel Galand, Langue et littérature berbères. Vingt-cinq ans d'études, Paris, Éditions du CNRS, 1979. ISBN 2-222-02401-3
- Lionel Galand (dir.), Lettres au Marabout. Messages touaregs au Père de Foucauld, Paris, Belin, 1999. ISBN 2-7011-2102-7
- Lionel Galand, Études de linguistique berbère, Louvain/Paris, Peeters, 2002. ISBN 90-429-1180-8
- Lionel Galand, Regards sur le berbère, Milano, Centro Studi Camito-Semitici, 2010. ISBN 978-88-901537-2-3